# 보츠와나의 국장

보츠와나의 국장

보츠와나의 국장은 1966년 1월 25일에 제정되었다.
국장 가운데에는 아프리카의 전통적인 은색 방패가 그려져 있으며, 방패 상단에는 세 개의 톱니바퀴가 그려져 있다.
방패 가운데에는 세 개의 물결 무늬가 그려져 있으며, 방패 하단에는 황소의 머리가 그려져 있다.
톱니바퀴는 산업을, 세 개의 물결 무늬는 물과 보츠와나의 나라 표어인 "비" ("Pula")를 의미하며, 황소의 머리는 목축의 중요성을 의미한다.
방패 양쪽에는 두 마리의 얼룩말이 그려져 있으며, 왼쪽에는 상아를, 오른쪽에는 사탕수수 이삭을 감싸고 있다.
얼룩말은 보츠와나의 야생 동물을 의미하며, 상아는 과거 보츠와나의 상아 무역을 의미한다.
사탕수수는 보츠와나의 대표적인 생산물이다.
방패 아래쪽에 있는 리본에는 보츠와나의 나라 표어인 "비" ("Pula") 라는 문구가 츠와나어로 쓰여져 있다.